# Glyptina maritima
Glyptina maritima är en skalbaggsart som beskrevs av Henry Clinton Fall 1927. Glyptina maritima ingår i släktet Glyptina och familjen bladbaggar. Inga underarter finns listade i Catalogue of Life.